# Madame le Proviseur
Madame le Proviseur, puis Madame la Proviseur, est une série télévisée française en 24 épisodes de 90 minutes, inspirée de l'œuvre éponyme de Marguerite Gentzbittel et diffusée du 19 octobre 1994 au 19 avril 2006 sur France 2.

## Synopsis
Cette série met en scène le travail du proviseur d'un lycée parisien, le lycée (fictif) Eugène-Belgrand. Elle montre comment une femme proviseure concilie sa vie professionnelle et sa vie privée, et doit gérer de nombreuses situations mêlant des professeurs et des élèves. Ces situations sont l'occasion d'aborder des thèmes divers tels que l'esclavage moderne, la contraception chez les jeunes, la pédophilie, l'écart de niveau entre les lycées, la discrimination positive, la dépression chez les enseignants, l'anorexie, le suicide, l'homosexualité…
Chaque saison met en scène la vie d'une seule et même classe.

## Distribution

### Proviseurs
- Danièle Delorme : Valentine Rougon (1994-1999) (épisodes 1 à 9)
- Charlotte de Turckheim : Alice Vandeleur (1999-2004) (épisodes 10 à 19)
- Éva Darlan : Marie Calvet (2004-2006) (épisodes 20 à 24)

### Élèves
- Yoann Sover : Nicolas (épisodes 10 et 11)
- Pierre-Alexis Hollenbeck: Ghislain (épisodes 10 et 11)
- Akira Tsukada : Tong (épisodes 10 et 11)
- Aurélie Nollet : Marie (épisodes 10 et 11)
- Anne Malraux : Mathilde (épisodes 10 et 11)
- Charles Pestel : Blaise (épisodes 12 et 13)
- Marie Denarnaud : Hannah (épisodes 12)
- Leslie Bevillard : Sophie (épisodes 12 et 13)
- Alexandrine Serre : Clémentine (épisodes 12 et 13)
- Julien Gauthier : Augustin (épisodes 12 à 14)
- Valentin Merlet : Gaspard (épisodes 12 et 13)
- Rebecca Stella : Chloé (épisodes 14 et 15)
- Adeline Moreau Tessa (épisodes 15 à 17)
- Aurélien Jegou : Simon (épisodes 19 et 20)
- Maroussia Dubreuil : Charlotte (épisodes 19 et 20)
- Émilien Gobard : Benjamin (épisodes 21 et 22)
- Erwan Demaure : Andrea (épisodes 21 et 22)
- Michaël Alcaras : Olivier (épisodes 21 et 22)

### Professeurs et personnels de l'établissement
- Roger Van Hool puis Hubert Saint-Macary : Gérard Lequier, professeur de philosophie (épisodes 1 à 3 et 10 et 11)
- Jean-François Fagour puis Emil Abossolo-Mbo : Toussaint, professeur de sport (épisodes 1 à 11)
- Maurice Bénichou : M. Lepape, professeur de physique (épisodes 1 à 9)
- Sophie Barjac : Marianne Bonnot, professeur de physique (épisodes 1 à 3)
- Josiane Stoléru puis Josiane Lévêque : Danièle Zarka, professeur de mathématiques et doyenne du corps enseignant (épisodes 1 à 24)
- Marion Game : Valérie Sabatier, professeur d'anglais (épisode 9)
- Jean-Claude Leguay : Christian Gillard, professeur de sciences physiques (épisodes 10 à 24)
- Alice Béat : Rosa Fonteneau, professeur d'informatique (épisodes 10 à 17)
- (?) : M. X, professeur de ... qui fume en cachette dans les toilettes (épisodes 11)
- Jauris Casanova : Adrien Trovel, professeur de musique (épisodes 10 et 11)
- Thierry Hancisse : Jean-René Laffert, professeur d'histoire-géographie (épisodes 12 et 13)
- Christophe Brault : Charles Claden, professeur de philosophie (épisodes 12 et 13)
- Pascal Elso: Eric Chevalier, professeur d'histoire-géographie (épisodes 14 à 18)
- Francis Leplay : Thierry Fabin, professeur de philosophie (épisodes 14 à 18)
- Gérard Sergue : Jean-Etienne Colinot, professeur de sport (épisode 15)
- Jacques Mathou: Gérard Cabon, professeur de mathématiques (épisodes 15 à 17)
- Faiza Kaddour : Aziza Kamel, professeur de sport (épisodes 15 à 17)
- Pascaline Dargant : Elise, professeur d'anglais (épisodes 14 à 16)
- Frédéric Quiring : M. Letherrier, professeur de philosophie (épisode 17)
- Nicolas Wanczycki : Lucas Bronstein, professeur de philosophie (épisodes 19 et 20)
- Sophie-Charlotte Husson puis Mélanie Baxter-Jones : Margot Bonnelli, professeur d'anglais (épisodes 19 et 20)
- Karim Belkhadra : Miloud Hocine, professeur d'informatique (épisodes 19 et 20)
- Émilie Incerti Formentini : Camille Etcheverry, professeur de Sciences Economiques et Sociales (épisodes 19, 21 et 22)
- Nine de Montal : Gaëlle Joncourt, professeur de sport (épisodes 19 et 20)
- Vincent Jaspard : Julien Sandier, professeur de philosophie (épisode 21 et 22)
- Livane Revel : ..., professeur de sport (épisodes 21 et 22)
- Paul Minthe : Thibault, professeur d'histoire-géographie (épisodes 21 et 22)
- Anne Le Ny : Mme Jaubert, professeur de philosophie (épisodes 23 et 24)
- Christine Dejoux : Liliane Marty, proviseur adjointe (épisodes 6 à 9)
- Sören Prévost : Guillaume, secrétaire du lycée (épisodes 10 et 11)
- Lionel Vitrant : Guennec (épisodes 6 à 9)
- Lydia Ewandé : Angélique, concierge (épisodes 10 à 14 / 16 / 18)
- Rebecca Potok: Nelly, infirmière du lycée (épisodes 10 à 12)
- Lorànt Deutsch : David Weil, emploi jeune (épisodes 10 et 11)
- Arnaud Bedouët : Vincent Bullier, conseiller principal d'éducation (épisodes 10 et 11)
- Guy Grosso: Marcelin, intendent (episode 11)
- Annelise Hesme : Adele, emploi jeune (épisode 12)
- Sébastien Cotterot : Vincent Fonteneau, conseiller principal d'éducation (épisodes 12 à 24)
- Olivier Nollet : M. Loïc, concierge (épisodes 15 / 17 / 19 à 24)
- Jean-Paul Muel : Alain Montègue, assistant d'éducation bénévole (épisode 20)
- Slimane Hadjar : Ahmed Manaoui, assistant d'éducation (épisodes 21 et 22)

### Autres personnages
- Daniel Gélin : Charles, mari de Valentine (épisodes 1 à 9)
- Maxime Leroux : Sébastien, mari d'Alice (épisodes 10 à 18)
- Ahcen Goulmane : Ali, patron du café La Petite Dalle (épisodes 10 à 24)

## Épisodes
Une saison se caractérise par la présence des mêmes élèves dans plusieurs épisodes. Les épisodes, n'ont pas toujours été diffusés dans l'ordre logique d'une année scolaire.
Note : Entre parenthèses, la date de première diffusion.

### Saison 1 (1994)
1. Boycott (19/10/1994) - épisode 1
2. La Bête (26/10/1994) - épisode 2
3. Fantasio (02/11/1994) - épisode 3

### Saison 2 (1996)
1. Attention, peinture fraîche (02/10/1996) - épisode 4
2. Bob et Samantha (27/11/1996) - épisode 5

### Saison 3 (1998)
1. La Maîtresse auxiliaire (18/02/1998)  - épisode 6
2. Les Intouchables (22/04/1998)  - épisode 7

### Saison 4 (1999)
1. La Saison des bouffons (31/03/1999)  - épisode 8
2. L'Heure de la sortie (16/06/1999)  - épisode 9

### Saison 5 (2000)
1. Ce que Mathilde veut[1] (08/03/2000) - épisode 10
2. Jardin privé (11/10/2000)  - épisode 11

### Saison 6 (2001)
1. Le Secret de Polichinelle (11/04/2001)  - épisode 12
2. L'Œil du singe (03/10/2001)  - épisode 13

### Saison 7 (2002)
1. La petite malgache  (03/04/2002) - épisode 14
2. La Corde raide (12/06/2002) - épisode 15
3. Profs.com  (23/10/2002)  - épisode 16

### Saison 8 (2003)
1. La cicatrice (18/12/2002) - épisode 17
2. Mon meilleur ennemi (30/04/2003)  - épisode 18

### Saison 9 (2004)
1. Outrage (10/03/2004) - épisode 19
2. La Loi du silence (06/10/2004) - épisode 20
3. L'intrus (01/12/2004)  - épisode 21

### Saison 10 (2005)
1. Mon père n'est pas un héros (06/04/2005)  - épisode 22

### Saison 11 (2006)
1. Chacun sa chance (21/02/2006)  - épisode 23
2. Le Secret de Mme Jaubert   (19/04/2006)  - épisode 24

## Autour de la série
Le rôle est initialement créé en 1994 pour Danièle Delorme. Son personnage, Valentine Rougon, prend sa retraite en 1999. Arrive alors Alice Vandeleure (Charlotte de Turckheim), un ancien professeur de sport qui aura fort à faire pour se faire accepter par son personnel. En 2004, Charlotte de Turckheim décide de quitter la série. Par conséquent, Alice Vandeleure est appelée au cabinet du ministre en cours d'année. Marie Calvet (Éva Darlan) lui succède aux commandes de Belgrand. Après douze ans de diffusion, la série prend fin en 2006.
Les téléfilms ont été tournés dans les murs des lycées Molière et Jean-Baptiste-Say situés dans le 16e arrondissement de Paris, ainsi que du lycée Marie-Curie de Sceaux.
Le changement de titre de la série s'est opéré pour marquer le remplacement de Danièle Delorme par Charlotte de Turckheim en 2000. Depuis, les professeurs comme les élèves de Belgrand s'adressent à « Madame la Proviseur ».
Lors de la dernière saison, à partir de l'épisode 23, le titre de la série est orthographié Madame la proviseure.